# Flaga buddyjska

Flaga buddyjska

Flaga buddyjska – flaga symbolizująca buddyzm. 

## Historia projektu
Została zaprojektowana przez tzw. Colombo Committee. W jego skład wchodzili:
- Hikkaduwe Sri Sumangala Thera (przewodniczący)
- Migettuwatte Gunananda Thera
- Don Carolis Hewavitharana (ojciec Anangarika Dharmapali)
- Andiris Perera Dharmagunawardhana (dziadek od strony matki Anagarika Dharmapali)
- William de Abrew
- Charles A. de Silva
- Peter de Abrew
- H. William Fernando
- N. S. Fernando
- Carolis Pujitha Gunawardena (sekretarz)

Została utworzona 17 kwietnia 1885 (jak podaje gazeta "Sarasavi Sandaresa"). Flaga po raz pierwszy została pokazana w maju 1885. Nieco później Henry Steel Olcott zaproponował, by rozmiary flagi odpowiadały rozmiarowi flagi narodowej.

## Symbolika
Pionowe pasy symbolizują aurę (rasmi mala) promieniującą z Buddy po jego duchowym przebudzeniu, przy czym pięć kolorów jest widoczne, a szósty, niewidzialny, stanowi ich mieszaninę (stąd pasy poziome). Elementy poziome oznaczają też współistnienie wszystkich ras ludzkich, a pionowe pokój. 
Poszczególne barwy oznaczają światło pochodzące z różnych części ciała Buddy:
- niebieski (nila) – włosy – współczucie
- żółty (pita) – skóra – droga środka, równowaga
- czerwień (lohita) – mięśnie – błogosławieństwo nauk Buddy
- biel (seta) – kości i zęby – czystość nauk Buddy
- pomarańczowe (manjestha) – palce, pięty oraz wargi – mądrość nauk Buddy
- szósty kolor (prabaswara) – uniwersalizm